# وینتر چلنج
«وینتر چلنج» (انگلیسی: Winter Challenge) یک بازی ویدئویی در سبک بازی ورزشی است که توسط آکولاد و در سال ۱۹۹۱ و در پلت‌فرم‌های داس و سگا مگا درایو منتشر شده است.